# Chaloenus aeneipennis
Chaloenus aeneipennis es un coleóptero de la familia Chrysomelidae.
Fue descrita científicamente en 1896 por Jacoby.